# Ножед
Ножед (словен. Nožed) — поселення в общині Ізола, Регіон Обално-крашка, Словенія. Висота над рівнем моря: 213,4 м.